# Coniopteryx vanharteni
Coniopteryx vanharteni är en insektsart som beskrevs av György Sziráki 1997. Coniopteryx vanharteni ingår i släktet Coniopteryx och familjen vaxsländor. Inga underarter finns listade i Catalogue of Life.